# Isla Ulva (Nueva Zelanda)
La isla Ulva (en inglés: Ulva Island) es una pequeña isla a unos 3,5 km (2,17 millas) de largo situada en Paterson, que forma parte de la isla Stewart (Rakiura) en Nueva Zelanda. Tiene una superficie de cerca de 270 hectáreas (670 acres), la mayoría de los cuales son tierras públicas. Fue llamada así por la isla de Ulva en las Hébridas Interiores de Escocia, y antes también fue llamada isla Coopers.
Aunque es de fácil acceso, la isla Ulva se encuentra relativamente aislada lo que le ha permitido convertirse en un área importante para la conservación de especies de aves y plantas que en otras zonas de Nueva Zelanda son raras o han desaparecido.